# 집 드라이브

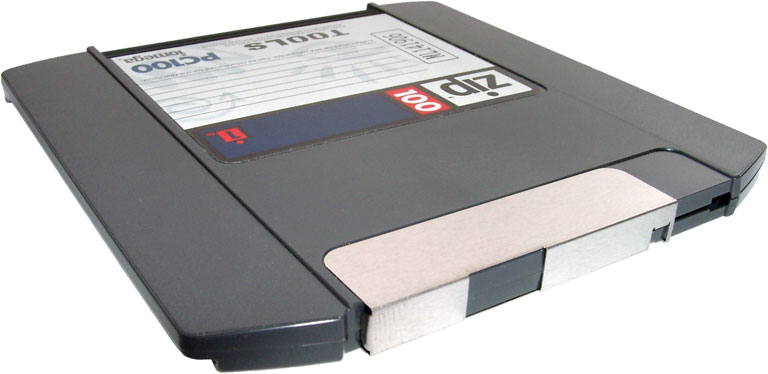

집 드라이브(zip drive)는 1994년에 아이오메가(IOMEGA)사에서 개발한 고용량 플로피 디스크 드라이브의 일종이다. 처음엔 100MB부터 시작했으나 나중에는 250MB로, 뒤엔 750MB까지 용량이 증가하였다.
이 포맷은 슈퍼 플로피 형태의 제품에서 가장 인기가 있었으나, 드라이브 장치의 결함 때문에 3.5인치 플로피 디스크를 대체할 만큼의 지위를 얻지는 못했다. 다시 기록할 수 있는 CD/DVD-RW뿐만 아니라 USB 플래시 드라이브 시스템에까지 밀리게 되자, 집 드라이브는 결함의 여파까지 겹쳐 더 이상 널리 쓰이지 못하고 단종됐다. "집"이라는 브랜드는 Zip-650, Zip-CD라는 이름의 내/외장형 CD 기록 장치에도 쓰였다.

## 인터페이스

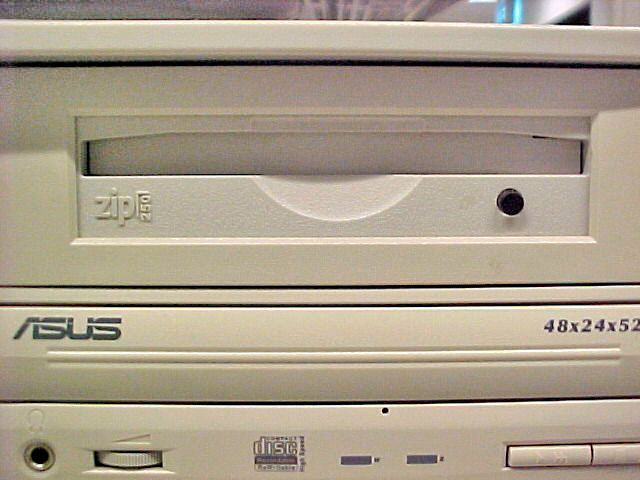
내부 집 드라이브

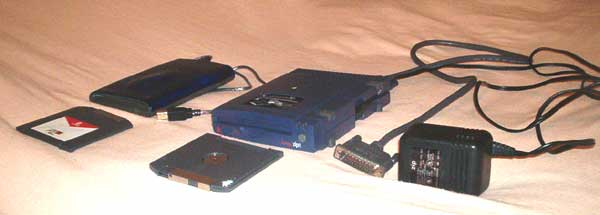
왼쪽에는 USB 형태의 최신 집 드라이브, 오른쪽에는 병렬 포트의 오래된 집 드라이브가 있다

집 드라이브는 기기의 버전에 따라 지원하는 인터페이스가 다르다.
| 이름    | 인터페이스 | 인터페이스    | 인터페이스      | 인터페이스 | 인터페이스    |
| 이름    | ATAPI      | SCSI          | LPT (병렬 포트) | USB        | 파이어와이어  |
| ------- | ---------- | ------------- | --------------- | ---------- | ------------- |
| Zip 100 | 지원함     | 지원함        | 지원함          | 지원함     | 지원하지 않음 |
| Zip 250 | 지원함     | 지원함        | 지원함          | 지원함     | 지원함        |
| Zip 750 | 지원함     | 지원하지 않음 | 지원하지 않음   | 지원함     | 지원함        |

드라이버는 다음 운영 체제를 지원한다.
- 마이크로소프트 윈도우
- 리눅스, BSD
- OS/2
- 맥 오에스

## 같이 보기
- 재즈 드라이브